# Anodendron seramense
Anodendron seramense är en oleanderväxtart som beskrevs av D.J. Middleton. Anodendron seramense ingår i släktet Anodendron och familjen oleanderväxter. Inga underarter finns listade i Catalogue of Life.